# Tongjiao-Tempel
Der Tongjiao-Tempel (chinesisch 通教寺, Pinyin Tōngjiào sì) ist ein bedeutender buddhistischer Tempel in Peking. Er wurde in der Zeit der Ming-Dynastie erbaut. Der Tempel liegt in der kleinen Gasse Zhenxian-Hutong im Stadtbezirk Dongcheng in der Nähe des Dongzhimen und ist ein buddhistischer Nonnenkonvent.
Er ist einer der Nationalen Schwerpunkttempel des Buddhismus in han-chinesischen Gebieten.